# Кандела, Феликс
Феликс Кандела Оутериньо (исп. Félix Candela Outeriño; 27 января 1910[…], Мадрид — 7 декабря 1997[…], Дарем, Северная Каролина) — испанский и мексиканский архитектор, позднее работал в США.

## Жизнь и творчество
Ф. Кандела изучал архитектуру в Высшей технической школе зодчества (Escuela Técnica Superior de Arquitectura de Madrid (E.T.S.A.M.) при Мадридском политехническом университете в период с 1927 по 1935 год. Затем продолжил своё обучение в Королевской академии изящных искусств Сане-Фернандо, совместно с Эдуардо Роблесом Пикер и Фернандо Рамиресом де Дампьером. Позднее Кандела знакомится с архитектором Эдуардо Терроха и его методом строительства бетонных сводчатых перекрытий. Для завершения свой дипломной работы по возведению бетонных сооружений нового типа получил от академии Сан-Фернандо стипендию для поездки в Германию, однако не успел ею воспользоваться. С началом Гражданской войны в Испании в 1936 году молодой архитектор был направлен в республиканскую армию как офицер-инженер.
С окончанием войны Ф. Кандера попадает в лагерь для перемещённых лиц вблизи французского Перпиньяна, оттуда уезжает в 1939 году как политический беженец в Веракрус, в Мексику. В 1940 году он вступает в брак с Эладией Мартин, а в 1941 получает мексиканское гражданство. В Мексике профессиональная деятельность Ф. Кандеры начинается в Акапулько, где он проектирует ряд жилых домов и отелей. В 1950 году он, совместно с братьями Фернандо и Раулем Фернандес Рангелями, основывает компанию по строительству бетонных сооружений «Cubiertas Ala». В 1953 году Кандела становится профессором архитектуры в Национальном автономном университете Мехико (UNAM). В 1961—1962 годах сотрудничает как референт лекций Чарльза Эллиота Нортона в Гарвардском университете.
В 1971 году Ф. Кандела переезжает в США, и в 1978 году становится гражданином США. Здесь он получает профессуру в Иллинойсском университете, в Чикаго. С 1979 года Кандела является советником архитектурной фирмы Intelligent Desighn and Evolution Awareness Center (IDEA Center). Ф. Кандела был награждён многочисленными призами в области зодчества, был членом ряда международных архитектурных союзов, в том числе с 1992 года — председателем Международной архитектурной академии.

## Сооружения и проекты
Известен как мастер и проектант бетонных аркадных сооружений («гиперболических параболоидов»), выглядящих весьма элегантно, воздушно сводчатых построек, возведение которых достаточно просто конструктивно и относительно малозатратно. Первичным, пробным проектом в этой области стал возведённый в 1950—1951 годах «Павильон космических лучей» («Pabellón de los Rayos Cósmicos»), после которого в столице страны, Мехико, возводятся близкие по своему техническому решению строения. Основанная в 1950 году компания «Cubiertas Ala», специализировавшаяся на сводчатых, арочных сооружениях из бетона, выполнила более 300 заказов на строительство таких зданий и сооружений, в том числе в сотрудничестве с такими архитекторами, как Фернандо Лопес Кармона и Энрике де ла Мора. Среди них — здания коммерческого, промышленного и религиозного назначения. Из проектов, подготовленных к Летним олимпийским играм в Мехико 1968 года реализованным оказался только Дворец спорта («Palacio de los Deportes»). Созданный по проекту Ф. Канделы Океанариум в Валенсии был закончен в 2002 году, уже после смерти архитектора.

### Известнейшие постройки
- «Pabellón de los Rayos Cósmicos» (1950—1951)
- церковь «Medalla de la Virgen Milagrosa», Наварте (1953—1957)
- фабрика «Celestino Fernández», поселение Вальехо (1954—1955)
- Биржа в Мехико (1954—1955)
- капелла «Nuestra Señora de la Soledad», Койоакан (1955)
- музыкальный торговый павильон Quiosco de Música, район Санта-Фе, Мехико (1955—1956)
- капелла «San Antonio de las Huertas», Тлакопан (1956)
- ночной клуб «La Jacaranda», Акапулько (1956—1957)
- ресторан «Los Manantiales», Сочимилько (1956—1957)
- капелла (Capilla abierta), Куэрнавака (1957—1958)
- капелла «San Vicente Paul», Койоатан (1959)
- капелла «Santa Mónica», Сан-Лоренцо-де-Кочимантас (1959—1960)
- фабрика Bacardi, Куантитлан (1959—1960)
- отель Casino de la Selva, Куэрнавака (1960—1961)
- церковь «Nuestra Señora de Guadalupe», Мадрид (1962—1963)
- церковь «Kirche des Herren» в районе Кампо-Флоридо, мехико (1966)
- Дворец Спорта «Palacio de los Deportes», Мехико (1965—1968)
- Океанариум «L’Oceanogràfic», Валенсия (1994—2002)

## Награды (избранное)
- 1960: Золотая медаль Института структурной инженерии (Institution of Structural Engineers), Лондон
- 1961: премия Огюста Перре Международного архитектурного союза (Union Internationale des Architectes (UIA), Париж
- 1978: Почётный доктор архитектуры, Университет Санта-Мария, Каракас
- 1978: Почётный доктор архитектуры Университета Нью-Мексико, Альбукерке
- 1981: Золотая медаль мексиканского Союза архитекторов
- 1985: премия Антонио Камуньяса в области архитектуры
- 1994: Почётный доктор архитектуры Политехнического университета в Мадриде.

## Галерея

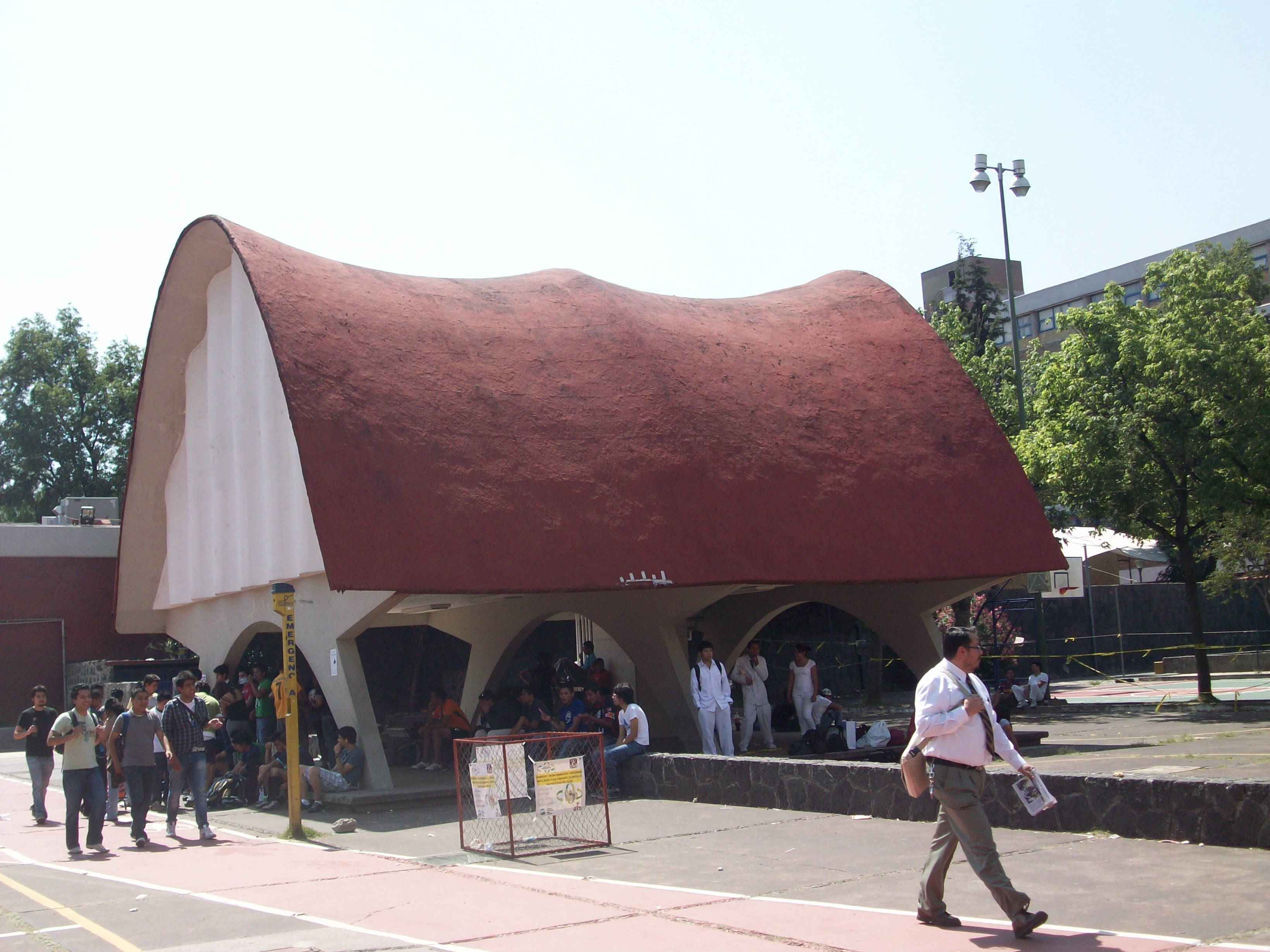
Павильон в Космическом центре, Мехико (1950/1951)
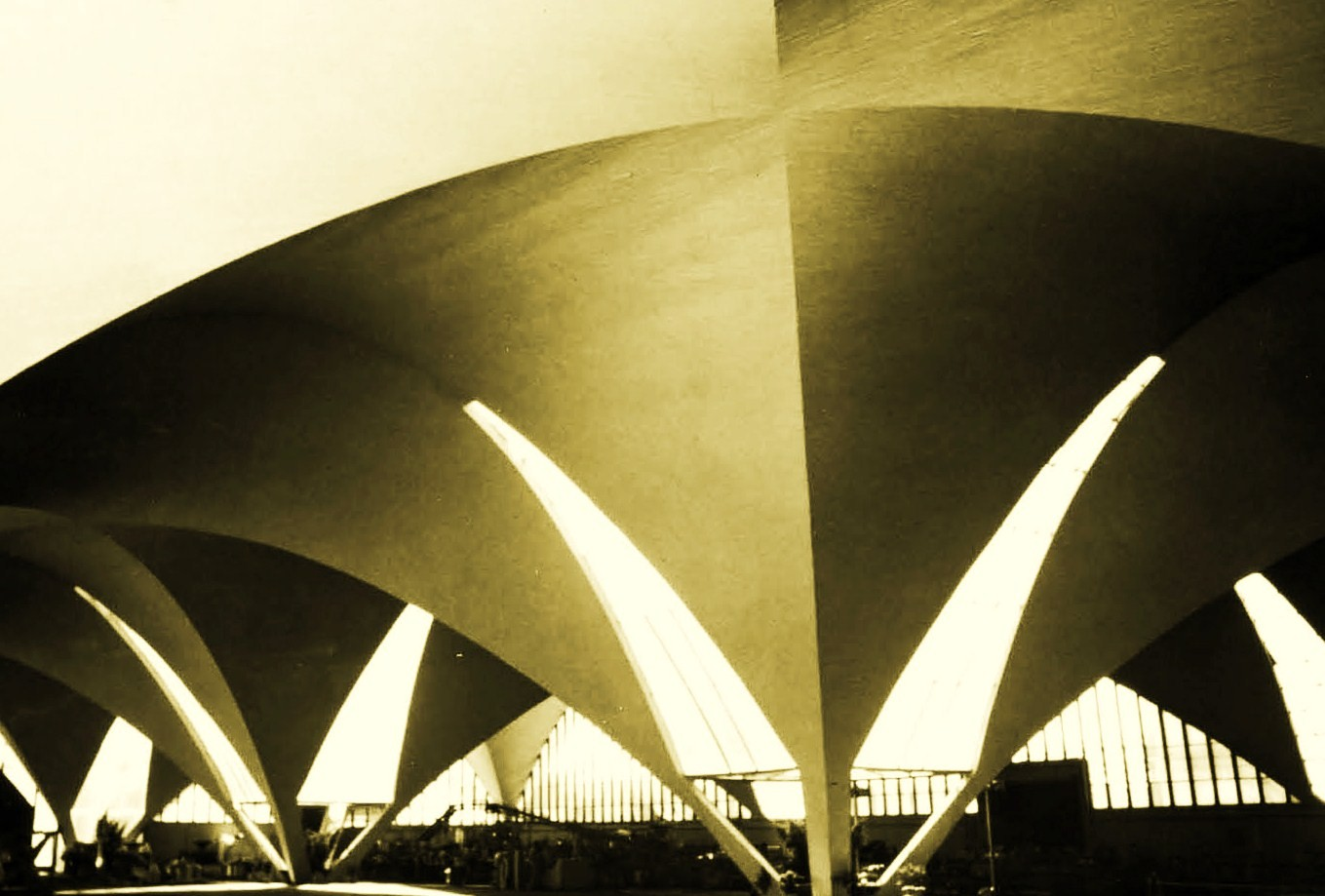
Фабрика фирмы Бакарди, Куантитлан (1959-1960, совместно с Людвигом Мис ван дер Роэ)
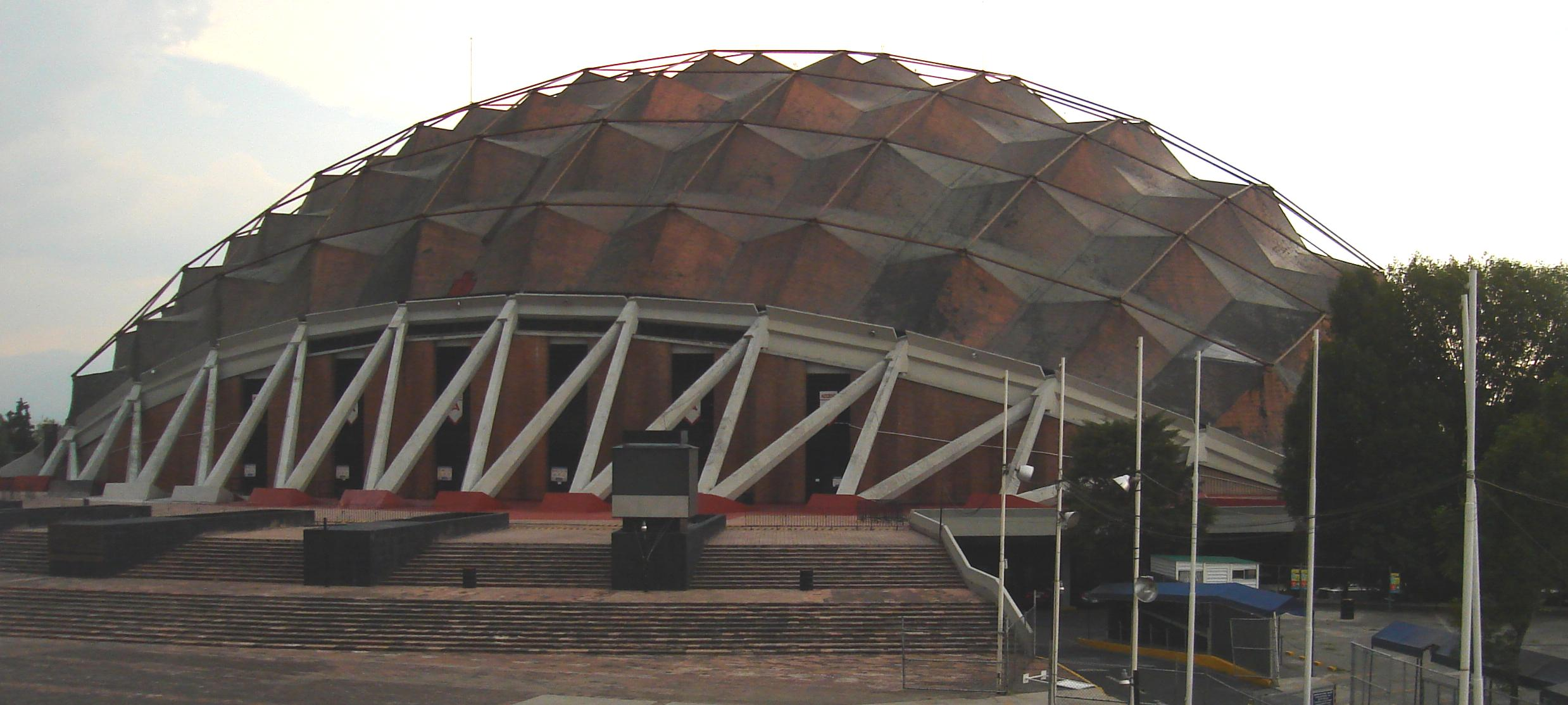
Дворец спорта („Palacio de los Deportes“, 1965–1968), к Летним Олимпийским играм в Мехико в 1968 году
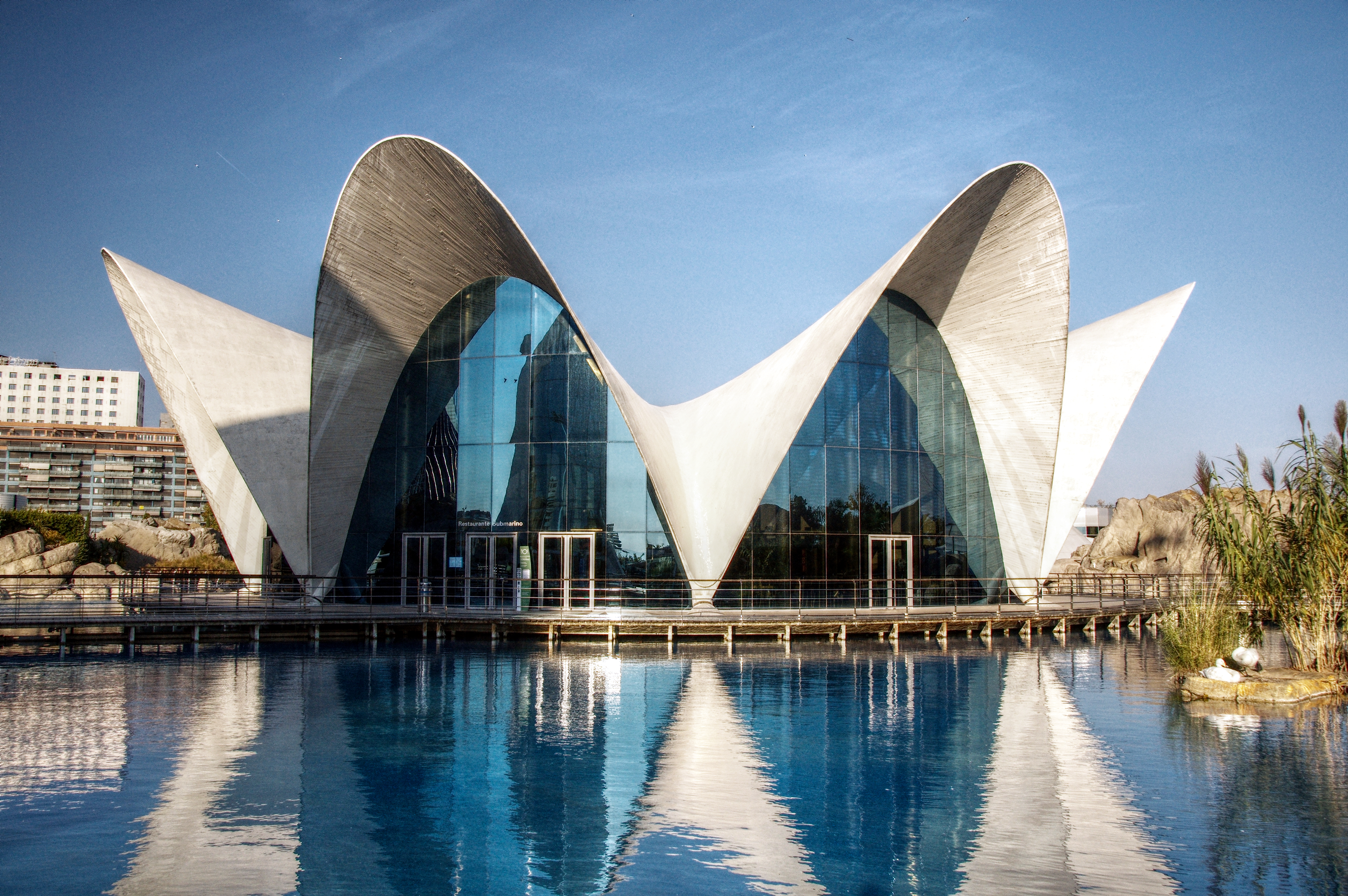
Океанариум („L'Oceanogràfic“, 1994–2002), Валенсия
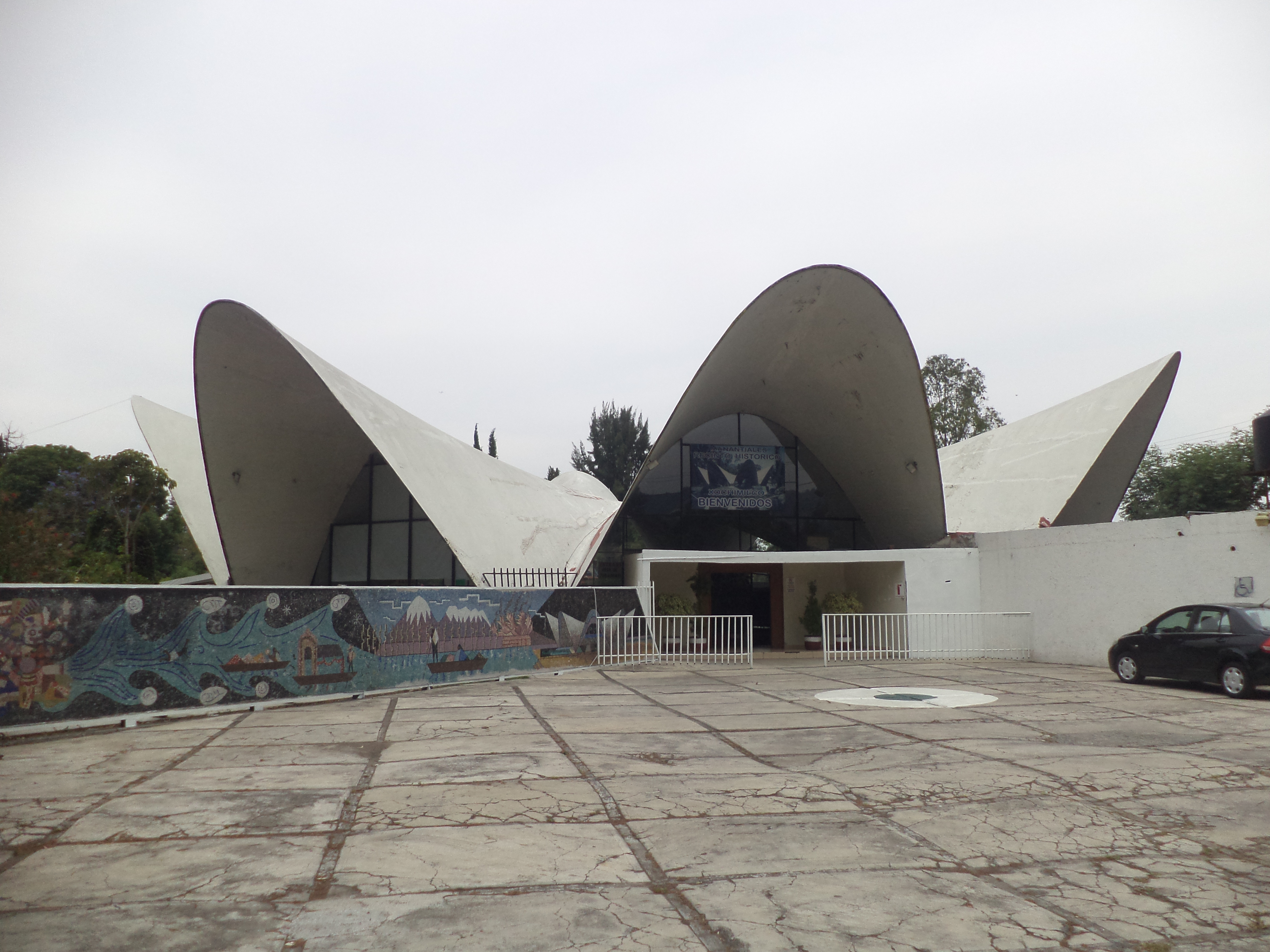
Ресторан Los Manantiales
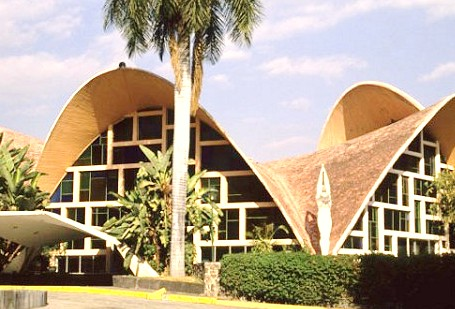
Ресторан Casino de la Selva